# チャールズ・ホイットマン
チャールズ・ジョセフ・ホイットマン (英: Charles Joseph Whitman、1941年6月24日 - 1966年8月1日) はアメリカ合衆国の大量殺人者。1966年8月1日に自身の母と妻を殺害した後、テキサス大学オースティン校で人々を無差別に銃撃した (テキサスタワー乱射事件)。合計で15人を殺害し、負傷した女性の胎児も死に至らしめた。最期は警察官に射殺された。ある被害者は事件から35年後にそのときの負傷が原因で死亡した。

## 幼少期
ホイットマンの出生地はフロリダ州レイクワースで、1941年6月24日に生まれた。母はマーガレット・E (英: Margaret E.、旧姓: ホッジズ、英: Hodges) 、父はチャールズ・アドルファス・"C・A"・ホイットマン・ジュニア (英: Charles Adolphus "C. A." Whitman Jr) であり、3人兄弟の長男だった。父はジョージア州サバンナにある孤児院で育った。自分を叩き上げと自認しており、妻のマーガレットと結婚したのは17歳のときだった。妻や子供たちに肉体的にも感情的にも暴力を加えていたことで知られていた。
少年時代、ホイットマンは礼儀正しい子供であり、激昂などしそうにない人物と見なされていた。極めて知能が高く、6歳のときの調査では、知能指数が139あるという結果だった。学問での成功が両親により奨励され、何らかの失敗の兆しがあるときや、無気力な態度でいるときは、父からの折檻を受けた。しばしば体罰を伴った。
母は敬虔なカトリック教徒で、子供たちを同じ宗教の下で育てた。子供たちは母と一緒に定期的にミサに出席した。3人ともセイクレッド・ハート・ローマ・カトリック教会 (英: Sacred Heart Roman Catholic Church) で堂役を務めた。
父は銃火器の収集家であり、銃に心酔していた。幼い子供たちに銃の撃ち方や清掃方法、管理方法を教えた。定期的に狩猟旅行に子供たちを連れて行った。チャールズは狩猟に熱心になり、狙撃の名手となった。
ホイットマンは11歳のときにボーイスカウトに参加した。12歳3か月でイーグルスカウトになり、当時では最年少のイーグルスカウトだったとされる。12歳のときにピアノの演奏にも熟達した。そのころに新聞配達も始めた。

## 高校生時代

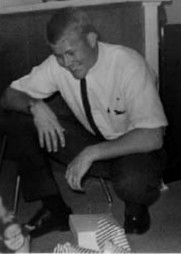
1959年ごろのホイットマン (当時18歳)

1955年9月1日、ホイットマンはウェストパームビーチにあるセント・アン・ハイスクール (英: St. Ann's High School) に入学した。ホイットマンは高校ではほどほどに人気のある生徒と見なされており、教師たちや同級生たちからはその知力が注目されていた。10月には、仕事で稼いだ金でハーレーダビッドソンのオートバイを購入した。
1959年6月に高校を卒業した。72人のクラスで7番目の成績だった。その1か月後に父に黙って海兵隊に入隊した。ホイットマンが家族ぐるみの友人に話したところによると、ホイットマンが海兵隊に入隊したのは、その1か月前の事件が契機だったという。その日、ホイットマンは酔っぱらって家に帰ってきた。それに父は激怒し、殴ったあげくに家のプールに投げ落としたという。ホイットマンは7月6日に家を出発し、グアンタナモ湾の海兵隊基地に赴任して18か月を過ごした。父はまだホイットマンが海兵隊へ入隊したことを知らなかった。
パリスアイランドにある海兵隊新兵訓練基地に移ったとき、ついに父に知られた。父は連邦政府の部局に電話をかけて、息子の海兵隊入隊を取り消そうとした。

## 海兵隊時代
1959年から1960年の18か月間の最初の兵務で、ホイットマンは射撃技術を示すバッジと海兵隊遠征メダルを獲得した。射撃のテストで250点中215点を獲得し、動く標的だけでなく、長距離の素早い射撃で良好な成績を出した。任務を終えると、海軍や海兵隊の奨学金プログラムに応募した。大学を卒業し、士官を目指す意図があった。
ホイットマンは必要な試験で高い得点を出した。選考委員会はメリーランド州のプレパラトリー・スクールへの入学を認めた。プレパラトリー・スクールでは数学と物理の課程を修め、テキサス大学オースティン校への編入が認められた。

## 大学生時代
1961年9月15日、ホイットマンはテキサス大学オースティン校の機械工学プログラムに進んだ。大学生になると、空手やスクーバダイビング、ギャンブル、狩猟といった趣味を楽しんだ。大学に進んでから間もなく、ホイットマンは2人の友人とともに鹿の密猟をしていたところを目撃された。目撃者は通りすがりの人で、車のナンバープレートの番号を控えられて警察に通報されたのだ。3人はホイットマンの寮のシャワー室で鹿の解体をしていたところを逮捕された。ホイットマンは100ドル (2023年時点の$1,000と同等) の罰金を受けた。
大学生時代のホイットマンはふざけるのが好きな人物と見なされていた。しかし、友人たちはホイットマンが病的で身も凍るような発言をしたことも記憶に残していた。1962年のある日、ホイットマンと学友のフランシス・シャック・ジュニア (英: Francis Schuck Jr.) は大学の本館にある書店を見て回っていた。そのときにホイットマンは、塔のてっぺんにいれば軍隊を撃退できると発言した。

### 結婚

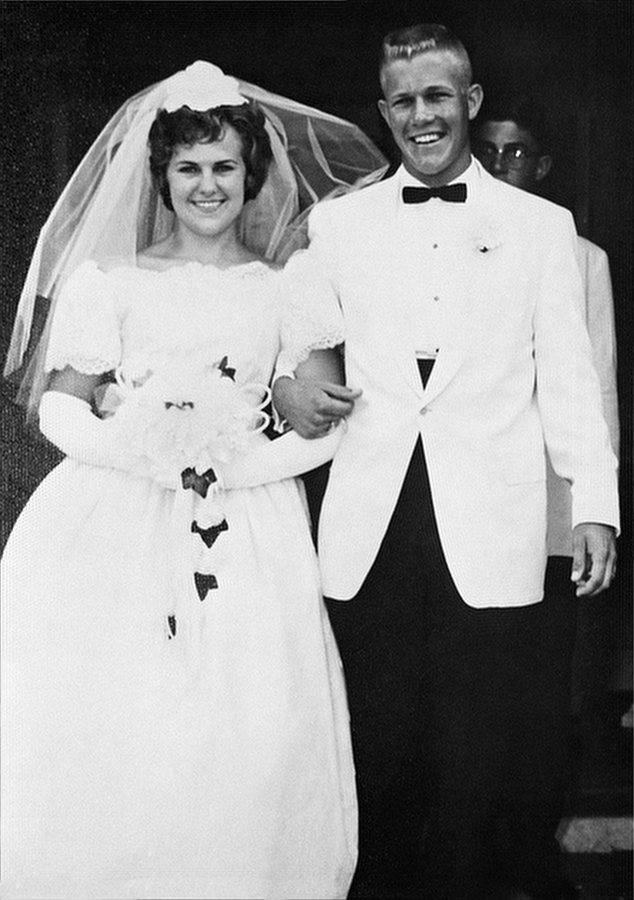
1962年のホイットマンとライスナーの結婚式

1962年2月、当時20歳のホイットマンはキャスリーン・フランシス・ライスナー (英: Kathleen Frances Leissner) と出会った。ライスナーは教育学専攻で、ホイットマンの2歳下だった。ライスナーはホイットマンにとって初めて真剣に付き合ったガールフレンドだった。5か月の交際の末、7月19日に婚約した。
1962年8月17日、ホイットマンとライスナーは結婚式を挙げた。式はカトリック式で、ライスナーの故郷であるテキサス州ニードビルで開いた。2人は結婚式の日にホイットマンの両親の結婚22周年の日を選んだ。ホイットマンの家族は式に出席するためにフロリダ州からテキサス州へ車を走らせた。弟のパトリック (英: Patrick) が花婿の付添人となった。ホイットマン一家の家族ぐるみの友人だったルドゥック (英: Leduc) 神父が式を取り仕切った。ライスナーの家族と友人たちはライスナーが夫に選んだ男を讃えて、知的で向上心のあるハンサムな若者と評した。
ホイットマンの成績は2・3学期のうちにいくぶんか向上したが、海兵隊は奨学金の受給を続けるのには成績が不十分であると判定した。1962年2月に現役に戻ることを命じられた。ノースカロライナ州キャンプ・ルジューンへ向かい、5年間の兵務の残りをそこで過ごした。

### キャンプ・ルジューン
ホイットマンは自動的に上等兵に昇格したが、大学での勉学が中断したことに憤っているようだった。キャンプ・ルジューンでは4日間入院することになった。堤防から転覆したジープを持ち上げて、1人の海兵隊員を助けるという事件があったためだった。
模範的な海兵隊員という評判を得ていた一方で、ギャンブルも続けていた。1963年11月には、ギャンブル、高利貸し、基地での銃火器の私的な持ち込み、さらには30ドル ($2023年時点の$300と同等) の貸付金をめぐって他の海兵隊員を脅迫したことにより、軍法会議にかけられた。ホイットマンは利子で15ドル支払うことを要求していた。30日間の拘禁、90日間の重労働の判決が言い渡され、上等兵 (E-3) から二等兵 (E-1) に降級させられた。

## 海兵隊の除隊後

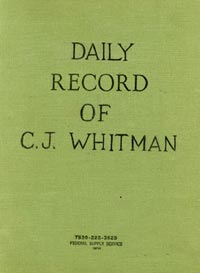
ホイットマンの日記

1963年に軍法会議を待つ間、ホイットマンは日記を書き始めた。題名はDaily Record of C. J. Whitman (直訳すると「C・J・ホイットマンの日々の記録」) である。日記の中では、海兵隊での日常生活や、妻といった家族との交流が記されていた。ほかにも、来る軍法会議についてのことや、海兵隊への侮辱も記されていた。海兵隊の非能率な様を批判していた。妻についての記述では、しばしば妻のことを讃え、一緒に暮らすことを待ち望んでいると記していた。父への経済的な依存から脱却するための努力や計画についての記述もあった。
1964年12月、ホイットマンは海兵隊を名誉除隊した。テキサス大学オースティン校に戻り、建築工学プログラムに進んだ。妻と自分の生活を支えるため、スタンダード・ファイナンス・カンパニー (英: Standard Finance Company) で集金人の仕事をした。後に、オースティン・ナショナル・バンク (英: Austin National Bank) で窓口係の仕事をした。1965年1月、セントラル・フライト・ラインズ (英: Central Freight Lines) で臨時の仕事につき、テキサス運輸省で交通監視人として働いた。オースティン・スカウト・トループ5 (英: Austin Scout Troop 5) でスカウトリーダーのボランティアもした。妻はラニア・ハイスクール (英: Lanier High School) で生物の教師の仕事をした。
ホイットマンが友人たちに後に語ったところによれば、ホイットマンは2度妻を殴ったことがあると話したらしい。ホイットマンは自己嫌悪し、父のようになることを恐れていると告白したという。日記の中で、ホイットマンは自身の行いを悔いており、良き夫として父のように虐待に走らないことを決心していた。

### 両親の別居
1966年5月、母はこれまで続いていた肉体的な虐待に耐えかねて、夫と離婚するという決意を示した。ホイットマンは車でフロリダへ向かい、母のオースティンへの引っ越しを手伝った。ホイットマンは母が別居の準備をしているときに父が暴力に訴えることを恐れていたらしく、地元の警察官を呼んで母が荷造りをしているときに家の外で駐留させたという。三男のジョン (英: John) もレイクワースを離れ、母とともにオースティンに引っ越した。次男のパトリックはフロリダに留まり、父が営む配管工事事業の仕事をした。
オースティンで、母はカフェテリアでの仕事を見つけ、自分のアパートに移り住んだ。それでも、ホイットマンと密接に連絡をとり続けた。後にホイットマンの父が語ったところによれば、父は妻とホイットマンへの長距離電話に千ドル以上費やしたという。妻に戻ってきてもらうことを願ってのことだった。ストレスのたまる日々の中、ホイットマンはアンフェタミンを濫用し、重度の頭痛に苦しむようになった。

## 銃撃事件に至るまで

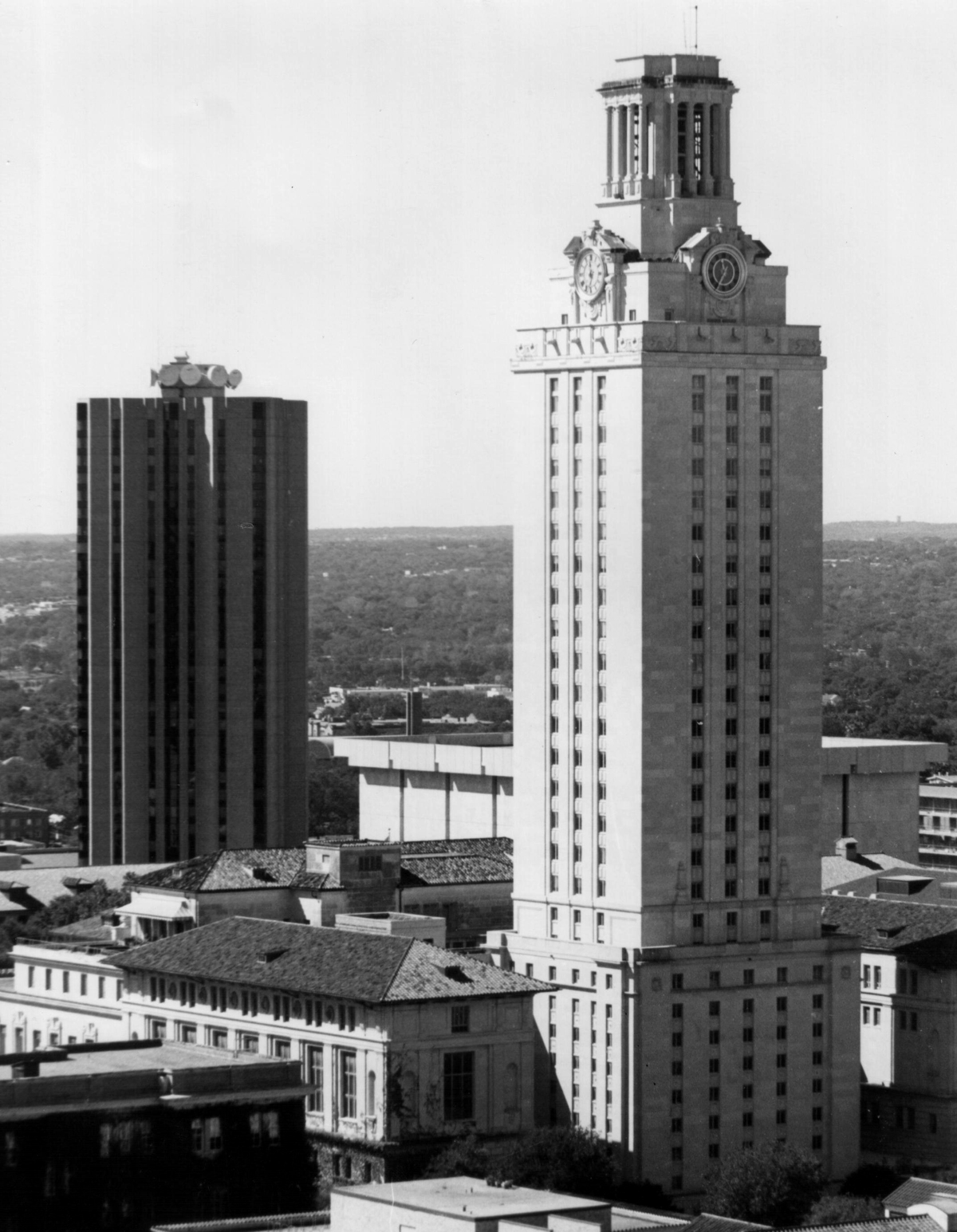
テキサス大学オースティン校の本館。ホイットマンは展望デッキに上り、地上の人々を銃撃した。

1966年7月31日、すなわち銃撃事件を起こす前日、ホイットマンはホームセンターで双眼鏡とナイフを、セブン-イレブンでスパムを購入した。夏季の臨時で電話交換手の仕事に出ていた妻を迎えに行き、大学の近くにあるワイアット・カフェテリア (英: Wyatt Cafeteria) で母と昼食をとった。
午後4時ごろ、ホイットマンと妻は親友であるジョン・モーガン (英: John Morgan) とフラン・モーガン (英: Fran Morgan) の元を訪れた。午後5時50分にモーガンのアパートを出て、妻は午後6時から午後10時のシフトについた。
午後6時45分、ホイットマンは遺書をタイプし始めた。遺書の一部には、自分が異常な考えにとりつかれていたと書かれていた。
自分が死んだ後に、死体に検死を行うことを求めるという旨のことも記されていた。自分の行動や、止まらない上にますます激しくなる頭痛に、生物学的な一因があったか確認してもらうためである。
自分の母と妻を殺害すると決断したとも書かれていた。殺害する理由ははっきりしないとしたうえで、母は人生を楽しむ資格があったが、その割には人生を楽しむことがなかったと思うといったことや、妻は自分にとっては世の男が望むほどの良き妻だったと思うといったことが記されていた。さらに、妻と母をこの世の苦しみから解放させたい、自分の行動から屈辱を受けることのないようにしたいと書かかれていた。大学を襲撃する計画であるとは言及していなかった。
8月1日の午前0時過ぎ、ホイットマンは車でグアダルプ・ストリート (英: Guadalupe Street) 1212番地にある母のアパートに向かった。母を殺害すると、遺体をベッドの上に安置し、遺体にシーツを被せた。ホイットマンが母をどのように殺害したかは議論されているが、公式には意識不明の状態にしてから心臓を刺したとされている。
ホイットマンは遺体のそばに手書きのメモを残した。メモには、自分のしでかしたことに動揺している、天国があるのであれば母は必ず天国にいる、間違いなく心から母を愛していたという旨のことが記されていた。
その後、ホイットマンはジュエル・ストリート (英: Jewell Street) 906番地にある自宅に戻った。そして、妻が眠っているときに、心臓を3回刺して殺害した。遺体にシーツを被せ、前日の午後にタイプライターで書いたメモを再開した。ページの端にボールペンで次のように書き足した。
Friends interrupted. 8-1-66 Mon. 3:00 A.M. BOTH DEAD. (直訳すると「友人の邪魔が入った。1966年8月1日月曜日午前3時。2人が死んだ」)
それからメモ書きを続け、最後にペンでいくらかの文章を記した。2人を惨たらしく殺したように見えるだろうが、素早く仕事を済ませようとしただけのことであるというようなことや、自分の生命保険で自分の借金を返済し、残りの金を精神医学財団に匿名で寄付することを望むということ、それは似たような悲劇を防げるかもしれないからだということ、飼い犬を義理の家族に渡してほしいということ、自分の死体を検死後に火葬してほしいといったことが書かれていた。
ホイットマンは貸家に、カメラのフィルム2巻を現像するようにという指示を残していた。また、2人の弟それぞれに私的なメモも用意した。
最後に、ホイットマンは"Thoughts for the Day" (直訳すると「その日のための考え」) と記された封筒に記述を残した。その封筒には訓告を記したものが集められていた。封筒の外側に次の言葉を書き足した。
8-1-66. I never could quite make it. These thoughts are too much for me.　(直訳すると「1966年8月1日。全くうまくいかなかった。こんな考えはもうたくさんだ」)
午前5時45分、ホイットマンはベルシステムの妻の監督者に電話をして、妻は病気だから仕事に出られないと説明した。5時間後に母の職場にも同様の電話をした。
ホイットマンの日記の最後の書き込みは過去形で書かれていた。このことから、妻と母を殺害した後に記したことが示唆される。

## テキサスタワー乱射事件
午前11時35分ごろ、ホイットマンはテキサス大学オースティン校に到着した。自身の身分をリサーチアシスタントと偽り、守衛に大学まで機材を届けに来たと説明した。その後、時計塔の28階に行き、塔の中で3人を殺害した。そして、展望デッキから狩猟ライフルなどを発砲し始めた。
ホイットマンは96分間のうちに合計で14人を殺害し、31人を負傷させた。最期はオースティン警察のラミロ・マルティネス (英: Ramiro Martinez) 巡査部長とヒューストン・マッコイ (英: Houston McCoy) 巡査に射殺された。

## 検死

### 病歴
捜査官たちは、銃撃事件の前年にホイットマンが数名の大学医師の元を訪れていたことを発見した。医師たちは様々な薬を処方していた。1965年の秋から冬にかけて、少なくとも5人の医師の診察を受けていた。その後に精神科医の元を訪れたが、処方箋を出されなかった。あるとき、ジャン・コクラム (英: Jan Cochrum) 医師からバリウムを処方され、大学の精神科医の診察を受けることを勧められた。
1966年3月29日、ホイットマンはテキサス大学ヘルスセンター (英: University of Texas Health Center) の精神科医モーリス・ディーン・ヒートリー (英: Maurice Dean Heatly) の元を訪ねた。ホイットマンはヒートリーの件について遺書に記している。遺書によれば、自分の中の暴力衝動の恐怖を伝えようとしたが、感触が悪かったらしく、ヒートリーとはその後に二度と会っていないという。
一方で、ヒートリーもホイットマンについてのメモを残している。メモには、ホイットマンの態度からは敵意が滲み出ているようで、正常ではなさそうだったと記されていた。正確な経験の分析は上手くいかなかったが、鹿狩り用のライフルを持って時計塔に上って人を撃つことを考えているという話は聞けたとも記録されていた。

### 検死
ホイットマンは薬を処方されており、死亡時にデキセドリン (興奮剤) を所持していたが、毒性学的な調査は遅れた。遺体は8月1日にオースティンのクック葬儀屋 (英: Cook Funeral Home) に運ばれた後、腐敗防止の処置を受けていたためである。それでも、ホイットマンは遺書で検死を要求しており、ホイットマンの父から承認を得て、検死が実施された。
8月2日、オースティン州病院 (英: Austin State Hospital) の神経病理学者コールマン・ド・シェナー (英: Coleman de Chenar) がクック葬儀屋で検死を実施した。アンフェタミンなどの化学物質の痕跡を調べるため、尿と血液が採取された。検死の際、シェナーはペカンほどの大きさの脳腫瘍を発見した。シェナーは腫瘍を星状細胞腫と診断した。腫瘍は少し壊死していた。シェナーは、腫瘍はホイットマンの行動に影響を与えなかったという結論を下した。これらの発見は、後のコナリーが依頼した調査で修正され、脳腫瘍とホイットマンの凶行との間の関係性を明確には立証できないとされた。

### コナリーの依頼
ジョン・コナリー (英: John Connally) テキサス州知事は検死の結果や、ホイットマンの行動や動機に関係する資料の調査を依頼した。調査チームは脳神経外科医、精神科医、病理学者、心理学者で構成された。調査チームには、スチュアート・ブラウン (英: Stuart Brown) 医学博士、テキサス大学ヘルスセンターのディレクターであるジョン・ホワイト (英: John White) やモーリス・ヒートリーが含まれた。調査チームの毒性学調査では、特に重要なものは検出されなかった。シェナーが用意した腫瘍のパラフィンブロックや、その染色標本、ホイットマンの他の脳組織、さらには入手できた他の検死時の標本も調査した。
8月5日に3時間にわたる聴聞会が開かれた。その後、調査チームはシェナーの調査には誤りがあるという結論を下した。調査チームの発見によると、腫瘍には多形性膠芽細胞腫の特徴があり、広範囲にわたった壊死や、細胞の柵状配列が見られたという。また、血管成分が特筆すべきもので、血管に先天的な異常があったという。精神医学の専門家たちは、脳腫瘍とホイットマンの凶行との間の関連性は明確には立証できないが、腫瘍により感情や行動を制御できなくなった可能性はあるという結論を下した。一方で、神経学者や神経病理学者たちは、現行の脳の機能についての知識では、ホイットマンの凶行を説明することはできないと結論付けた。
科学捜査官たちは、腫瘍が扁桃体 (脳の不安や戦うか逃げるか反応に関係する部位) を圧迫したという理論を立てた。

## 葬儀
1966年8月5日、フロリダ州レイクワースで、ホイットマンとその母の合同葬儀がカトリック式で開かれた。2人はフロリダにあるヒルクレスト記念公園 (英: Hillcrest Memorial Park) で埋葬された。ホイットマンは元軍人だったため、軍隊式の儀礼により、その棺は星条旗で飾られた。